# Élections municipales de 2014 à Toulon
Pour un article plus général, voir Élections municipales de 2014 dans le Var.
Les élections municipales se sont déroulées le 23 mars 2014 à Toulon.

## Mode de scrutin
Le mode de scrutin à Toulon est celui des villes de plus de 1 000 habitants : la liste arrivée en tête obtient la moitié des 59 sièges du conseil municipal. Le reste est réparti à la proportionnelle entre toutes les listes ayant obtenu au moins 5 % des suffrages exprimés. Un deuxième tour est organisé si aucune liste n'atteint la majorité absolue et au moins 25 % des inscrits au premier tour. Seules les listes ayant obtenu aux moins 10 % des suffrages exprimés peuvent s'y présenter. Les listes ayant obtenu au moins 5 % des suffrages exprimés peuvent fusionner avec une liste présente au second tour.

## Résultats
- Maire sortant : Hubert Falco (UMP)
- 59 sièges à pourvoir (population légale 2011 : 163 974 habitants)

|                                                        | Hubert Falco *    | UMP-UDI         | 32 583  | 59,26  | 50 |  |  |
| Pour Toulon, le meilleur est à venir                   |                   |                 | 32 583  | 59,26  | 50 |  |  |
|                                                        | Jean-Yves Waquet  | FN              | 11 257  | 20,47  | 6  |  |  |
| Toulon bleu marine                                     |                   |                 | 11 257  | 20,47  | 6  |  |  |
|                                                        | Robert Alfonsi    | PS-PRG-EELV-MRC | 5 561   | 10,11  | 3  |  |  |
| Liste de la gauche et des écologistes                  |                   |                 | 5 561   | 10,11  | 3  |  |  |
|                                                        | André de Ubeda    | FG-PCF-POC      | 2 205   | 4,01   |    |  |  |
| La gauche citoyenne et écologiste : l'alternative      |                   |                 | 2 205   | 4,01   |    |  |  |
|                                                        | Olivier Lesage    | AEI             | 1 678   | 3,05   |    |  |  |
| Alliance écologiste indépendante                       |                   |                 | 1 678   | 3,05   |    |  |  |
|                                                        | Geneviève Esquier | EXD             | 1 246   | 2,26   |    |  |  |
| Tous pour la famille                                   |                   |                 | 1 246   | 2,26   |    |  |  |
|                                                        | Renée Defrance    | LO              | 447     | 0,81   |    |  |  |
| Lutte ouvrière faire entendre le camp des travailleurs |                   |                 | 447     | 0,81   |    |  |  |
|                                                        |                   |                 |         |        |    |  |  |
| Inscrits                                               | Inscrits          | Inscrits        | 107 401 | 100,00 |    |  |  |
| Abstentions                                            | Abstentions       | Abstentions     | 51 314  | 47,78  |    |  |  |
| Votants                                                | Votants           | Votants         | 56 087  | 52,22  |    |  |  |
| Blancs et nuls                                         | Blancs et nuls    | Blancs et nuls  | 1 110   | 1,98   |    |  |  |
| Exprimés                                               | Exprimés          | Exprimés        | 54 977  | 98,02  |    |  |  |
| * Liste du maire sortant                               |                   |                 |         |        |    |  |  |